# Gottlieb Amadeus Windischgrätz

Stemma della famiglia Windisch Graetz

Gottlieb Amadeus Windischgrätz (Ratisbona, 13 marzo 1630 – Vienna, 25 dicembre 1695) è stato un diplomatico austriaco al servizio degli Asburgo. Oltre alla sua eredità familiare in Austria, ha acquisito proprietà in Moravia ed è stato un cavaliere dell'Ordine del Toson d'Oro.

## Biografia
Era il figlio di Bartholomew Windischgrätz (1593–1633) e di sua moglie Anna Sidonie di Herberstein († 1654) e fu cresciuto nella fede protestante. Entrò al servizio degli Asburgo in giovane età e nel 1658 fu nominato membro del Consiglio della Corte Imperiale, lo stesso anno fu promosso conte del SRI. Ha poi lavorato principalmente nella diplomazia, soggiornando nei principati italiani (1661) e in Svezia (1663-1664). Dopo molto tempo, fu il primo ambasciatore permanente e regolare dell'imperatore in Francia, sebbene vi rimase solo per un breve periodo (dicembre 1670 - aprile 1671). Gli fu poi affidato un viaggio diplomatico attraverso gli stati della Germania settentrionale e la Danimarca (1673-1674).
Fu solo nel 1682 che si convertì alla fede cattolica, cosa che gli portò la conferma dello status di conte imperiale. Dal 1683 al 1688 fu commissario imperiale al Reichstag di Ratisbona, dove esercitò nuovamente le sue capacità diplomatiche. Dal 1690 al 1693 rappresentò gli interessi degli Asburgo al congresso dell'Aia, mentre nel 1692 fu nominato maresciallo supremo della corte imperiale. Completò la sua carriera come vice cancelliere del SRI (1693–1695). In missione diplomatica in Danimarca, ricevette l'Ordine dell'Elefante (1673), poi divenne cavaliere dell'Ordine del Toson d'Oro (1686).